# رام الله العثمانية دراسة تاريخها الاجتماعي 1517-1918
رام الله العثمانية دراسة تاريخها الاجتماعي 1517-1918 هو كتاب للكاتب الفلسطيني سميح حمودة، صدر باللغة العربية عن مؤسسة الدراسات الفلسطينية سنة 2017، تقع في 425 صفحة. يسلط الكتاب الضوء على تاريخ مدينة رام الله خلال الحكم العثماني، ركز على التحولات الإجتماعية والإقتصادية التي شهدتها المدينة، وسلط الضوء على تاريخ الفلاحين والحرفين.

## ملخص الكتاب
يتحدث الكتاب عن نشأة مدينة رام الله وتطورها في الفترة العثمانية، ويتحدث عن هجرة المسيحيين اليها والتفاعل بينهم وبين المسلمين مؤكداً غياب الصراعات الطائفية بين المسلمين والمسيحيين، ونظام الضرائب العثماني وعلاقة مدينة رام الله مع القدس والمدن المجاورة. اعتمد الكاتب على المعلومات من مصادر أرشيفية محلية مثل قراءة تاريخ المدينة بعيداً عن الروايات القديمة.